# FKブドゥチノスト・ドバノヴツィ
フドバルスキ・クルブ・ブドゥチノスト・ドバノヴツィ（セルビア語: Фудбалски клуб Будућност Добановци, セルビア・クロアチア語: Fudbalski klub Budućnost Dobanovci）は、セルビアのベオグラード・ドバノヴツィをホームタウンとするサッカークラブである。

## 歴史
クラブは1920年に創設された。
2015-16シーズンにセルビア・スルプスカ・リーガ・ベオグラード地方で優勝し、セルビア・プルヴァ・リーガに初昇格した。

## 歴代所属選手
- ボリス・タタル 2020